# Jack O'Connell (herec)
Jack O'Connell (* 1. srpna 1990) je britský herec. Proslavil se rolí Jamese Cooka v 3. a 4. sérii dramatického seriálu Skins. Angelina Jolie ho obsadila do hlavní role v životopisném filmu z roku 2014 Nezlomný, který sama režírovala.
Mezi další známé filmy, kde se objevil patří 300: Vzestup říše, Smrtihlav nebo Tulipánová horečka.

## Život
Narodil se Alvastonu v hrabství Derbyshire irskému otci a britské matce. Má mladší sestru Megan.

## Filmografie

### Film
| Rok  | Název                      | Role                    | Poznámky     |
| ---- | -------------------------- | ----------------------- | ------------ |
| 2006 | Taková je Anglie           | Pukey Nicholls          |              |
| 2008 | Jezero smrti               | Brett                   |              |
| 2009 | Harry Brown                | Marky                   |              |
| 2011 | Weekender                  | Dylan                   |              |
| 2012 | Kšeft na jeden den         | Adam                    |              |
| 2014 | Nezlomný                   | Louis Zamperini         |              |
| 2014 | 300: Vzestup říše          | Calisto                 |              |
| 2014 | '71                        | Gary Hook               |              |
| 2016 | Hra peněz                  | Kyle Budwell            |              |
| 2017 | Smrtihlav                  | Jan Kubiš               |              |
| 2017 | Tulipánová horečka         | Willem Brok             |              |
| 2018 | Zkouška ohněm              | Cameron Todd Willingham |              |
| 2019 | V džungli                  | Walter Kaminski         |              |
| 2019 | Seberg                     | Jack Solomon            |              |
| 2021 | Malá rybka                 | Jude Williams           |              |
| 2022 | Milenec lady Chatterleyové | Oliver Mellors          |              |
| 2023 | Ferrari                    | Peter Collins           |              |
| 2024 | Back to Black              | Blake Fielder-Civil     |              |
| 2025 | Hříšníci                   | Remmick                 |              |
| 2025 | 28 let poté                | Jimmy Crystal           | postprodukce |

### Televize
| Rok             | Název        | Role           | Poznámky               |
| --------------- | ------------ | -------------- | ---------------------- |
| 2009–2010, 2013 | Skins        | James Cook     | vedlejší role, 18 dílů |
| 2011            | United       | Bobby Charlton | TV film                |
| 2017            | Godless      | Roy Goode      | hlavní role, minisérie |
| 2021            | Severní vody | Patrick Sumner | hlavní role, minisérie |
| 2022–2025       | Pluk mizerů  | Paddy Mayne    | hlavní role            |

## Ocenění
| Rok  | Ocenění                                | Kategorie                                  | Výsledek  | Film                      |
| ---- | -------------------------------------- | ------------------------------------------ | --------- | ------------------------- |
| 2014 | Chicago Film Critics Association Award | Nejslibnější umělec                        | vítězství | Hvězda kriminálu/Nezlomný |
| 2015 | BAFTA                                  | Cena BAFTA pro nejlepší vycházející hvězdu | vítězství |                           |
| 2018 | Critics' Choice Television Awards      | Nejlepší herec: TV film nebo minisérie     | nominace  | Godless                   |